# Örnsberg (Stockholms tunnelbana)
Örnsberg ist eine oberirdische Station der Stockholmer U-Bahn. Sie befindet sich im Stadtteil Aspudden. Die Station wird von der Röda linjen des Stockholmer U-Bahn-Systems bedient. Sie zählt zu den eher mäßig frequentierten Stationen des U-Bahn-Netzes. An einem normalen Werktag steigen hier 4.550 Pendler zu und um.
Die Station wurde am 5. April 1964 in Betrieb genommen, als der erste Abschnitt der Röda linjen zwischen T-Centralen und Örnsberg eingeweiht wurde. Bis zum 16. Mai 1965 war sie Endstation der Linie T13, an diesem Tag wurde die Verlängerung bis zur Station Sätra eröffnet. Die Bahnsteige befinden sich oberirdisch. Die Station liegt zwischen den Stationen Aspudden und Axelsberg. Bis zum Stockholmer Hauptbahnhof sind es etwa 5,5 km.